# Mường Ảng
Mường Ảng là một huyện miền núi thuộc tỉnh Điện Biên, Việt Nam.

## Địa lý
Huyện Mường Ảng nằm ở phía đông tỉnh Điện Biên, cách thành phố Điện Biên Phủ 37 km, có vị trí địa lý:
- Phía đông giáp huyện Tuần Giáo
- Phía tây giáp thành phố Điện Biên Phủ
- Phía nam giáp huyện Điện Biên Đông và giáp huyện Thuận Châu, tỉnh Sơn La
- Phía bắc giáp huyện Tuần Giáo và huyện Mường Chà.

Huyện Mường Ảng có diện tích 443,41 km², dân số năm 2022 là 51.017 người, mật độ dân số đạt 115 người/km².
Mường Ảng là một trong 62 huyện nghèo theo Nghị quyết số 30a của Chính phủ.

## Hành chính
Huyện Mường Ảng có 10 đơn vị hành chính cấp xã trực thuộc, bao gồm thị trấn Mường Ảng (huyện lỵ) và 9 xã: Ẳng Cang, Ẳng Nưa, Ẳng Tở, Búng Lao, Mường Đăng, Mường Lạn, Nặm Lịch, Ngối Cáy, Xuân Lao.
| \| Thị trấn (1) \| \| \| \| \| Thị trấn Mường Ảng \| 6,63 \| 5.605 \| 845 \| \| Xã (9) \| \| \| \| \| Ẳng Cang \| 54,41 \| 7.813 \| 143 \| \| Ẳng Nưa \| 24,92 \| 4.056 \| 162 \| \| Ẳng Tở \| 59,69 \| 6.503 \| 108 \| \| Búng Lao \| 47,81 \| 6.407 \| 134 \| \| Mường Đăng \| 65,79 \| 4.233 \| 64 \| \| Mường Lạn \| 40,60 \| 4.384 \| 107 \| \| Nặm Lịch \| 35,62 \| 3.165 \| 88 \| \| Ngối Cáy \| 48,14 \| 3.318 \| 68 \| \| Xuân Lao \| 59,80 \| 5.533 \| 92 \| \| Toàn huyện \| 443,41 \| 51.017 \| 115 \| |                          |                         |                    |
| Nguồn: Niên giám thống kê tỉnh Điện Biên năm 2022 |                          |                         |                    |
| Tên | Diện tích năm 2022 (km²) | Dân số năm 2022 (người) | Mật độ (người/km²) |
| Thị trấn (1) |                          |                         |                    |
| Thị trấn Mường Ảng | 6,63                     | 5.605                   | 845                |
| Xã (9) |                          |                         |                    |
| Ẳng Cang | 54,41                    | 7.813                   | 143                |
| Ẳng Nưa | 24,92                    | 4.056                   | 162                |
| Ẳng Tở | 59,69                    | 6.503                   | 108                |
| Búng Lao | 47,81                    | 6.407                   | 134                |
| Mường Đăng | 65,79                    | 4.233                   | 64                 |
| Mường Lạn | 40,60                    | 4.384                   | 107                |
| Nặm Lịch | 35,62                    | 3.165                   | 88                 |
| Ngối Cáy | 48,14                    | 3.318                   | 68                 |
| Xuân Lao | 59,80                    | 5.533                   | 92                 |
| Toàn huyện | 443,41                   | 51.017                  | 115                |

## Lịch sử
Trước năm 2006, địa bàn huyện Mường Ảng ngày nay thuộc một phần của huyện Tuần Giáo.
Huyện Mường Ảng được thành lập vào ngày 14 tháng 11 năm 2006 theo Nghị định 135/NĐ-CP trên cơ sở điều chỉnh thị trấn Mường Ảng và 9 xã: Ẳng Cang, Ẳng Nưa, Ẳng Tở, Búng Lao, Mường Đăng, Mường Lạn, Nặm Lịch, Ngối Cáy, Xuân Lao của huyện Mường Ảng.